# Club de Deportes Copiapó
Il Club de Deportes Copiapó è una società calcistica cilena, con sede a Copiapó. Milita nella Primera B de Chile.

## Storia
Fondato nel 1999, non ha mai vinto trofei nazionali.

## Palmarès

### Altri piazzamenti
- Primera B:

Secondo posto: 2017
- Segunda División:

Terzo posto: 2012

## Rosa 2018-2019
| N. |                      | Ruolo | Calciatore         |
| -- | -------------------- | ----- | ------------------ |
| 1  | Cile (bandiera)      | P     | Carlos Alfaro      |
| 2  | Cile (bandiera)      | D     | Diego García       |
| 3  | Cile (bandiera)      | D     | Juan Pablo Andrade |
| 4  | Cile (bandiera)      | D     | Lukas Soza         |
| 5  | Cile (bandiera)      | A     | Nicolás Forttes    |
| 6  | Cile (bandiera)      | C     | Felipe Elgueta     |
| 7  | Cile (bandiera)      | A     | Nicolás Millán     |
| 8  | Cile (bandiera)      | C     | Freddy Munizaga    |
| 9  | Argentina (bandiera) | A     | Francisco Vazzoler |
| 10 | Cile (bandiera)      | C     | Jefferson Castillo |
| 11 | Cile (bandiera)      | C     | Kevin Egaña        |
| 12 | Cile (bandiera)      | A     | Ronald González    |
| 13 | Cile (bandiera)      | D     | Sergio León        |
| 14 | Cile (bandiera)      | D     | José Tiznado       |
| 15 | Cile (bandiera)      | P     | Emiliano Flores    |

| N. |                      | Ruolo | Calciatore          |
| -- | -------------------- | ----- | ------------------- |
| 16 | Cile (bandiera)      | C     | Kevin Orrián        |
| 17 | Cile (bandiera)      | A     | Jorge Gálvez        |
| 18 | Cile (bandiera)      | D     | Daniel Mansilla     |
| 19 | Cile (bandiera)      | A     | Felipe Gaete        |
| 20 | Cile (bandiera)      | C     | Francisco Sasmay    |
| 21 | Cile (bandiera)      | C     | Ignacio Navarrete   |
| 23 | Argentina (bandiera) | C     | Juan Jaime          |
| 24 | Cile (bandiera)      | A     | Felipe Araya        |
| 26 | Argentina (bandiera) | C     | Eduardo Pucheta     |
| 27 | Cile (bandiera)      | D     | Rodrigo Jara        |
| 28 | Cile (bandiera)      | A     | Alejandro Quiero    |
| 30 | Argentina (bandiera) | A     | Germán Estigarribia |
| 34 | Cile (bandiera)      | C     | Ángelo González     |
|    | Cile (bandiera)      | D     | Juan Muñoz          |
|    | Argentina (bandiera) | D     | Néstor Suárez       |

## Giocatori celebri
- Baltazar Astorga
- Marco Olea
- Juan José Ossandón
- Luis Ignacio Quinteros
- Manuel Villalobos
- José Yates
- Sergio Comba
- Juan Muriel Orlando
- Bruno Vides
- Andrés Mosquera
- Anthony Tapia
- Carlos Valencia
- Occupé Bayenga
- Ever Caballero
- Nery Fernández
- Daniel Ferreira
- Gustavo Bentos
- Juan Manuel Gómez
- Javier Guarino
- Alberto Ortega